# لارا سبنسر
لارا سبنسر (بالإنجليزية: Lara Spencer)‏ هي صحفية أمريكية، ولدت في 19 يونيو 1969 في غاردين سيتي في الولايات المتحدة.

## وصلات خارجية
- الموقع الرسمي
- لارا سبنسر على موقع IMDb (الإنجليزية)
- لارا سبنسر على موقع إن إن دي بي (الإنجليزية)
- لارا سبنسر على موقع قاعدة بيانات الفيلم (الإنجليزية)